# Tommy Cogbill
Tommy Cogbill (8. dubna 1932 – 7. prosince 1982) byl americký baskytarista. Řadu let působil jako studiový hudebník v Nashvillu a Memphisu. Pracoval například ve studiu American Sound Studio, kde byl členem studiové kapely The Memphis Boys. Během své kariéry spolupracoval s mnoha hudebníky, mezi něž patří například Dusty Springfield (hrál například v původní nahrávce hitu „Son of a Preacher Man“), JJ Cale, Dolly Parton a Wilson Pickett. Zemřel roku 1982 ve věku padesáti let.